# 堆芯捕捉器

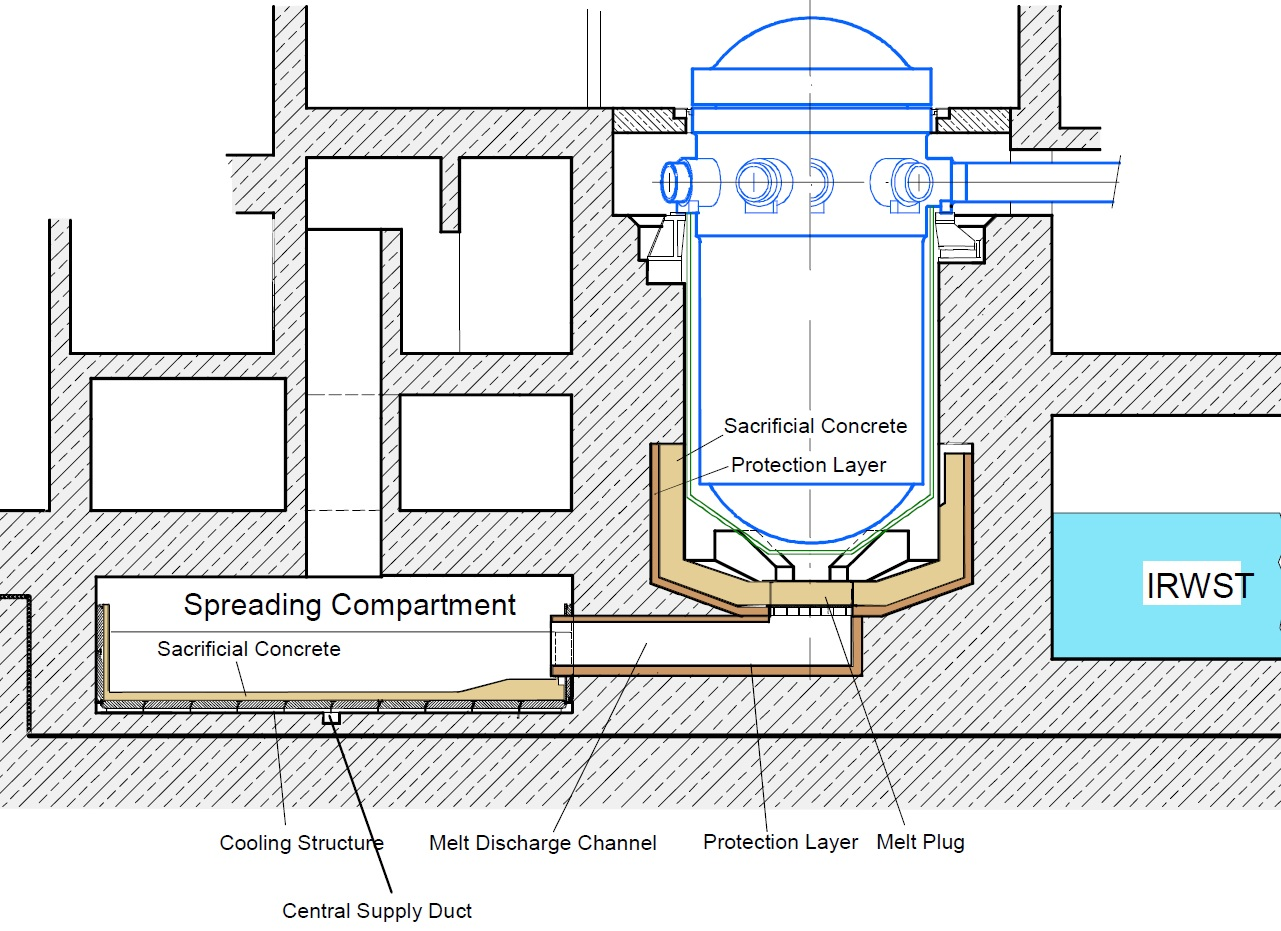
歐洲壓水反應堆的堆芯捕捉器示意圖。

堆芯捕捉器發生堆芯熔毀時，避免堆芯融毀物質漏出至安全殼外，一個捕集堆芯融毀物質(英語:Corium)的設備。
堆芯捕捉器是由特殊的陶瓷和混凝土組成，防止融毀的堆芯滲漏。它也有冷卻機制以冷卻融毀的堆芯。歐洲壓水反應堆的堆芯捕捉器有170 m²大，重500噸。
除 EPR 外，具有堆芯捕捉器的反應堆類型包括：
- [SNR-300SNR-300（英语：SNR-300SNR-300）(快中子增殖鈉冷反應堆)[4]
- AES-91/VVER-1000/428（英语：VVER）[5]
- VVER-1200（英语：VVER#VVER-1200）(壓水堆)
- SWR1000（英语：Areva#Kerena）(沸水堆)
- ESBWR（英语：ESBWR）(沸水堆)
- ABWR (沸水堆)
- APWR（英语：APWR）(壓水堆)
- Atmea I（英语：Atmea#Atmea I） (壓水堆)[4]
- ACPR-1000 (壓水堆)
- EU-APR1400 (壓水堆)
- {tsl|en|IPWR-900|IPWR-900}}[6][7]

在AES-91反應堆中，是俄羅斯原子能出口公司基於VVER-1000設計的項目，是第一種在反應堆下方裝有堆芯捕捉器的反應堆。因此，在 2011 年初，中國田湾核电站的兩座反應堆是唯一具有這種類型的堆芯捕捉器的工作中的核反應堆。
在切爾諾貝爾危機期間協助設計俄羅斯堆芯捕捉器模型的俄羅斯科學家，列昂尼德·布里茲涅夫強調切爾諾貝爾核電站事故的經驗提醒蘇聯在新核電廠中要興建堆芯捕捉器。
在2018年，俄羅斯國家原子能公司在孟加拉的路布爾核能發電廠(預計到2023年兩座機組會正式商業運轉)安裝了200噸堆芯捕捉器，被形容為「獨特的保護糸統」。